# براي هاموند
براي هاموند (بالإنجليزية: Bray Hammond)‏ هو مؤرخ أمريكي، ولد في 20 نوفمبر 1886 في سبرينغفيلد في الولايات المتحدة، وتوفي في 20 يوليو 1968 في ثيتفورد في المملكة المتحدة.